# Juegos de las Islas del Océano Índico
Los Juegos de las Islas del Océano Índico son un evento multideportivo en el que participan los países y dependencias que se encuentran dentro del océano Índico. Se llevan a cabo cada cuatro años y la última edición fue en 2023.
Los países y territorios que participan de estas justas son: Mauricio, Seychelles, Comoras, Madagascar, Mayotte, Reunión y las Maldivas.

## Ediciones
| Año  | Evento       | Sede         | Sede       |
| ---- | ------------ | ------------ | ---------- |
| 1979 | I edición    | Saint-Denis  | Reunión    |
| 1985 | II edición   | Curepipe     | Mauricio   |
| 1990 | III edición  | Antananarivo | Madagascar |
| 1993 | IV edición   | Victoria     | Seychelles |
| 1998 | V edición    | Saint-Denis  | Reunión    |
| 2003 | VI edición   | Moka         | Mauricio   |
| 2007 | VII edición  | Antananarivo | Madagascar |
| 2011 | VIII edición | Victoria     | Seychelles |
| 2015 | IX edición   | Saint-Denis  | Reunión    |
| 2019 | X edición    | Port Louis   | Mauricio   |
| 2023 | XI edición   | Antananarivo | Madagascar |

## Deportes
| - Atletismo - Badminton - Baloncesto - Balonmano - Boxeo - Ciclismo - Fútbol - Halterofilia - Judo - Karate | - Lucha libre - Petanca - Natación - Rugby - Taekwondo - Tenis - Tenis de mesa - Vela - Voleibol |

## Medallero histórico
| #     | País       | Medalla de oro | Medalla de plata | Medalla de bronce | Total |
| ----- | ---------- | -------------- | ---------------- | ----------------- | ----- |
| 1     | Reunión    | 584            | 534              | 461               | 1579  |
| 2     | Mauricio   | 405            | 462              | 504               | 1371  |
| 3     | Madagascar | 353            | 339              | 371               | 1073  |
| 4     | Seychelles | 214            | 201              | 240               | 655   |
| 5     | Comoras    | 4              | 11               | 48                | 63    |
| 6     | Mayotte    | 2              | 8                | 9                 | 19    |
| 7     | Maldivas   | 1              | 7                | 14                | 22    |
| Total | Total      | 1563           | 1562             | 1647              | 4772  |